# Spilococcus geraniae
Spilococcus geraniae är en insektsart som först beskrevs av Mysore Anantaswamy Rau 1938.  Spilococcus geraniae ingår i släktet Spilococcus och familjen ullsköldlöss. Inga underarter finns listade i Catalogue of Life.